# Ганс-Аренд Файндт
Ганс-Аренд Файндт (нім. Hans-Arend Feindt; 29 жовтня 1921, Бремен — 2 лютого 2002) — німецький офіцер-підводник, оберлейтенант-цур-зее крігсмаріне, контрадмірал бундесмаріне.

## Біографія
1 грудня 1939 року вступив на флот. В січні-червні 1942 року — вахтовий офіцер на підводному човні U-34. З 24 вересня 1942 по листопад 1943 року — 1-й вахтовий офіцер на U-641, після чого пройшов курс командира човна. З 4 квітня 1944 року — командир U-758, на якому здійснив 2 походи (разом 59 днів у морі). Файндт став одним з наймолодших командирів підводних човнів: він здійснив свій перший похід в 22 роки. 11 березня 1945 року U-758 був важко пошкоджений під час нальоту американських бомбардувальників і 16 березня списаний, а Фендт був призначений командиром морської протитанкової роти. В травні був взятий в полон, в тому ж місяці звільнений. Працював комерційним службовцем в різних галузях промисловості.
16 січня 1956 року вступив в бундесмаріне, служив у командному штабі ВМС, потім пройшов курс офіцера Адмірал-штабу у ВМС Франції. В квітні 1963 року очолив навчальну групу з вивчення будови нового фрегата «Любек», а після його введення в експлуатацію 6 липня 1963 року став 1-м вахтовим офіцером. Через 6 місяців був призначений командиром тендера «Донау», який використовувався як навчальний корабель. З 1 жовтня 1964 по 31 березня 1966 року — командир фрегата «Аугсбург». В 1966 році був призначений навчальним штабним офіцером у Школі внутрішнього керівництва в Кобленці. В 1968 році призначений ад'ютантом федеральних міністрів оборони Гергарда Шредера і Гельмута Шмідта. З 14 грудня 1970 по 28 березня 1973 року командиром 2-ї ескадри міноносців. З квітня 1973 року — начальник штабу підготовки Командування підтримки ВМС, а 1 жовтня 1974 року очолив командування. З березня 1979 року — командувач територіальним командуванням Шлезвіг-Гольштейн. 31 березня 1982 року вийшов у відставку, після чого протягом 7 років очолював Німецький морський союз.

## Звання
- Кандидат в офіцери (1 грудня 1939)
- Морський кадет (1 травня 1940)
- Фенріх-цур-зее (1 листопада 1940)
- Оберфенріх-цур-зее (1 листопада 1941)
- Лейтенант-цур-зее (1 квітня 1942)
- Оберлейтенант-цур-зее (1 грудня 1943)
- Корветтен-капітан (квітень 1963)
- Фрегаттен-капітан (31 березня 1966)
- Капітан-цур-зее (14 грудня 1970)
- Адмірал флотилії (квітень 1973)
- Контрадмірал (березень 1979)

## Нагороди
- Залізний хрест
  - 2-го класу (9 квітня 1943)
  - 1-го класу
- Нагрудний знак підводника (17 липня 1943)
- Орден «За заслуги перед Федеративною Республікою Німеччина»
  - офіцерський хрест (1974)
  - командорський хрест (1980)